# Оборудование для самоокапывания
Оборудование для самоокапывания — встроенное или навесное бульдозерное оборудование танка (либо другой боевой машины), предназначенное для землеройных работ по подготовке огневых позиций (например, «танк в окопе»), отрывке окопов и других укрытий.
Представляет собой отвал, крепящийся к нижнему лобовому броневому листу и имеющий, как правило, два положения — походное и рабочее. Управляется механиком-водителем непосредственно из отделения управления.
Оборудованием для самоокапывания оснащены все серийные советские и российские основные боевые танки, тогда как в конструкции машин других стран возможность его установки стала предусматриваться лишь в последние годы.